# Sidi Barrani
Sidi Barrani (tiếng Ả Rập Ai Cập: سيدى برانى phát âm là [Sidi bɑɾɾɑːni]) là một thị trấn ở Ai Cập, nằm gần biển Địa Trung Hải, cách khoảng 95 km (59 dặm) về phía đông biên giới với Libya, và khoảng 240 km (150 dặm) từ Tobruk, Libya. Được đặt theo tên Sidi es-Saadi el Barrani, một sheikh Senussi là người đầu của Zawiya của nó, cư dân thị trấn chủ yếu là một cộng đồng người Bedouin. Nó có các cửa hàng thực phẩm và các cửa hàng xăng dầu, và một khách sạn nhỏ, nhưng hầu như không có hoạt động du lịch nào diễn ra ở đây.

## Khí tượng
| Dữ liệu khí hậu của Sidi Barrani        | Dữ liệu khí hậu của Sidi Barrani | Dữ liệu khí hậu của Sidi Barrani | Dữ liệu khí hậu của Sidi Barrani | Dữ liệu khí hậu của Sidi Barrani | Dữ liệu khí hậu của Sidi Barrani | Dữ liệu khí hậu của Sidi Barrani | Dữ liệu khí hậu của Sidi Barrani | Dữ liệu khí hậu của Sidi Barrani | Dữ liệu khí hậu của Sidi Barrani | Dữ liệu khí hậu của Sidi Barrani | Dữ liệu khí hậu của Sidi Barrani | Dữ liệu khí hậu của Sidi Barrani | Dữ liệu khí hậu của Sidi Barrani |
| Tháng                                   | 1                                | 2                                | 3                                | 4                                | 5                                | 6                                | 7                                | 8                                | 9                                | 10                               | 11                               | 12                               | Năm                              |
| --------------------------------------- | -------------------------------- | -------------------------------- | -------------------------------- | -------------------------------- | -------------------------------- | -------------------------------- | -------------------------------- | -------------------------------- | -------------------------------- | -------------------------------- | -------------------------------- | -------------------------------- | -------------------------------- |
| Trung bình ngày tối đa °C (°F)          | 17.9 (64.2)                      | 18.8 (65.8)                      | 20.2 (68.4)                      | 22.2 (72.0)                      | 24.1 (75.4)                      | 27 (81)                          | 28.2 (82.8)                      | 29 (84)                          | 28.1 (82.6)                      | 26.4 (79.5)                      | 23.5 (74.3)                      | 19.6 (67.3)                      | 23.8 (74.8)                      |
| Trung bình ngày °C (°F)                 | 13.1 (55.6)                      | 13.9 (57.0)                      | 15.3 (59.5)                      | 17.5 (63.5)                      | 19.9 (67.8)                      | 22.7 (72.9)                      | 25 (77)                          | 25.5 (77.9)                      | 24.2 (75.6)                      | 21.8 (71.2)                      | 18.6 (65.5)                      | 14.5 (58.1)                      | 19.3 (66.8)                      |
| Tối thiểu trung bình ngày °C (°F)       | 8.4 (47.1)                       | 9 (48)                           | 10.5 (50.9)                      | 12.9 (55.2)                      | 15.7 (60.3)                      | 18.5 (65.3)                      | 21.9 (71.4)                      | 22.1 (71.8)                      | 20.4 (68.7)                      | 17.3 (63.1)                      | 13.8 (56.8)                      | 9.4 (48.9)                       | 15.0 (59.0)                      |
| Lượng Giáng thủy trung bình mm (inches) | 39 (1.5)                         | 17 (0.7)                         | 11 (0.4)                         | 5 (0.2)                          | 3 (0.1)                          | 0 (0)                            | 0 (0)                            | 0 (0)                            | 1 (0.0)                          | 18 (0.7)                         | 21 (0.8)                         | 33 (1.3)                         | 148 (5.7)                        |
| Nguồn: Climate-Data.org                 |                                  |                                  |                                  |                                  |                                  |                                  |                                  |                                  |                                  |                                  |                                  |                                  |                                  |